# Нижньотепле
Нижньоте́пле — село в Україні, адміністративний центр однойменної сільської громади Щастинського району Луганської області. Населення становить 2096 осіб.

## Географія
Загальна площа села — 2,8 км².
Село розташоване у східній частині Донбасу за 25 км від колишнього районного центру. Найближча залізнична станція — Городній, за 7 км. Через село протікає річка Тепла.

## Історія
Нижньотепле засноване на початку XVIII століття донськими козаками, селянами з Правобережної України та центральних губерній Російської імперії.
У другій половині XIX століття у Нижньотеплому мешкало 637 осіб (355 чоловіків та 282 жінки), налічувалось 257 дворових господарств.
1909 року споруджено церкву Апостола Іоанна Богослова. У 1988 році храм було відреставровано.
Село постраждало внаслідок геноциду українського народу, вчиненого урядом СССР у 1932—1933 роках, кількість встановлених жертв — 74 людей.
Наприкінці 1960-х років у селі діяли центральна садиба радгоспу імені Артема, восьмирічна школа, бібліотека, клуб, 4 магазини та їдальня.
2 травня 2015 року у Нижньотеплому бійцями батальйону «Айдар» було повалено пам'ятник Леніну.

## Населення
За даними перепису 2001 року населення села становило 2096 осіб, з них 10,5 % зазначили рідною мову українську, 88,31 % — російську, а 1,19 % — іншу.

## Пам'ятки
На околиці Великої Чернігівки виявлено 2 поселення епохи бронзи, 2 курганних могильників із 18 курганами, один окремий курган.